# Collagène FACIT
Ne doit pas être confondu avec Facit ou Facit AB.
Le terme de collagène FACIT (Fibril Associated Collagen with Interrupted Triple helixes) se réfère à une catégorie de collagènes. Ce sont des glycoprotéines non fibrillaires de structure de la matrice extracellulaire.
Les collagènes FACIT sont des collagènes associés à des fibrilles avec des triples hélices interrompues. Elles correspondent aux collagènes de types IX, XII, XIV, XIX et XXI, ainsi que le COL22A1.

## Collagènes cartilagineux du groupe FACIT
| Collagène IX                               | Collagène XII                                                 | Collagène XIV                                |
| ------------------------------------------ | ------------------------------------------------------------- | -------------------------------------------- |
| 1 % du contenu collagénique                | Présent au niveau du périchondre et des surfaces articulaires | Présent dans toute la matrice cartilagineuse |
| Se lie au collagène II                     |                                                               | Fonctions encore inconnue                    |
| Permet la stabilisation des microfibrilles |                                                               |                                              |